# Frampton (Quebec)
Frampton es un municipio canadiense situado en la provincia de Quebec.

## Superficie
Frampton tiene una superficie de 151,27 km².

## Demografía
En 2021, tenía 1309 habitantes, una densidad poblacional de 8,7 hab./km², y 655 viviendas.